# Susie Figgis
Susie Figgis est une directrice de casting britannique, née au Kenya en 1948.
Elle est considérée comme l’un des principaux directeurs de casting du Royaume-Uni, ayant travaillé pour de nombreux films à succès, tels que Sleepy Hollow (1999), The Full Monty (1997), Entretien avec un vampire (1994) ou Mission (1986). Elle a également travaillé avec des réalisateurs tels que Ken Loach, Steven Soderbergh, Tim Burton, Richard Attenborough ou Neil Jordan. 
Figgis a également contribué à former le trio d'acteurs Radcliffe, Watson et Grint, devenu mondialement célèbre grâce à la franchise Harry Potter.

## Biographie
Susie Figgis est née et a passé son enfance au Kenya, avant de partir vivre en Angleterre.

## Filmographie sélective
- 1982 : Gandhi
- 1986 : Mission
- 1987 : Le Cri de la liberté
- 1992 : Chaplin
- 1993 : La Leçon de piano
- 1994 : Entretien avec un vampire
- 1996 : Michael Collins
- 1997 : The Full Monty
- 1999 : Sleepy Hollow
- 2001 : Harry Potter à l'école des sorciers
- 2005 : Joyeux Noël
- 2005 : Charlie et la chocolaterie
- 2007 : Sweeney Todd
- 2009 : Victoria : Les Jeunes Années d'une reine
- 2009 : Ondine
- 2010 : Alice au pays des merveilles
- 2010 : Prince of Persia : Les Sables du Temps
- 2010 : The Tourist
- 2011-2012 : The Borgias (TV)
- 2012 : Dark Shadows
- 2013 : Une promesse
- 2016 : Tarzan
- 2016 : Miss Peregrine et les Enfants particuliers
- 2017 : Pirates des Caraïbes : La Vengeance de Salazar
- 2018 : Tomb Raider
- 2018 : Colette
- 2018 : Bohemian Rhapsody
- 2019 : Dumbo